# Джим Варні
Джим Варні (англ. Jim Varney; 15 червня 1949 — 10 лютого 2000) — американський актор. Найбільш відома його роль — Ернест Воррелл.

## Біографія
Джим Варні народився 15 червня 1949 року в Лексінгтоні, штат Теннессі, в сім'ї Ненсі Луїз і Джеймса Альберта Варні-старшого. Був четвертою дитиною в сім'ї і єдиним сином. У дитинстві Варні легко запам'ятовував довгі поеми та значну частину книг, які він використовував, щоб розважити сім'ю і друзів. Мати віддала його в дитячий театр, коли Джиму було всього 8 років. У 1970-і роки Варні вів різні програми на телебаченні, а потім став використовувати в них свій сценічний образ Ернеста Воррелла. Спочатку, Ернест з'являвся в рекламних роликах і телевізійних гумористичних програмах. Коли він набрав популярність, в 1984 році був знятий перший телефільм «Сімейний альбом Ернеста», а в 1986 році повнометражний фільм «Доктор Отто і таємниця променя, що світиться», після якого був цикл художніх фільмів.

## Особисте життя
З 15 червня 1977 по 1983 рік був одружений з Жаклін Дрю. З 1988 по 1991 рік був одружений з Джейн Варні.
Помер від раку легенів 10 лютого 2000 року.

## Фільмографія
- 1995 — Експерт / The Expert
- 1995 — Історія іграшок / Toy Story
- 1999 — Історія іграшок 2 / Toy Story 2